# 323-тя бойова ескадра особливого призначення Люфтваффе
323-тя бойова ескадра особливого призначення (нім. Kampfgeschwader zur besonderen Verwendung 323 (KGzbV 323) — спеціальна транспортна ескадра Люфтваффе часів Другої світової війни.

## Історія
323-тя бойова ескадра особливого призначення була сформована у серпні 1942 року й складалася з трьох транспортних авіаційних груп, проте не мала штабного підрозділу. Основним призначення ескадри було перекидання повітрям вантажів, боєприпасів, особового складу тощо до формувань вермахту, що билися на півночі Африки. У травні 1943 року після розгрому групи армій «Африка» ескадра була розформована, а її підрозділи передані до складу 5-ї транспортної ескадри